# Дарма Иницијатива
Дарма иницијатива (енг. DHARMA Initiative) је измишљени истраживачки пројекат који се помиње у америчкој ТВ серији Изгубљени.
Дарма (DHARMA) је акроним од Одсек за еуристику и истраживања са материјалном применом. (енг. Department of Heuristics And Research on Material Applications).
Први пут се помиње у другој сезони серије Изгубљени, 2.3: Уводни филм.

## Позадина
Према серији, 1970. године, докторски кандидати са Универзитета у Мичигену Карен и Гералд де Грут су покренули Дарма иницијативу, као пројекат који ће финансирати Хансо фондација. Дарма иницијатива је окупила "научнике и људе широких погледа на свет“ из целог света, на „истраживање великих размера“, како би спровели истраживање неколико дисциплина, које укључују метеорологију, психологију, парапсихологију, зоологију, електромагнетизам, итд.
Временом су сви који су били укључени у Дарма иницијативу били избачени из својих станица, које су онда запосели Насилници (назив који је Другима дала Дарма иницијатива), који су били на острву много пре него што је дошла Дарма иницијатива.

## Истраживачке станице
Дарма иницијатива је поставила неколико истраживачких станица на острву, које су углавном скривене под земљом или замаскиране као бункери. Прву коју су открили јунаци серије је Станица 3: Лабуд, коју они углавном зову „отвор“.
Лого Дарма иницијативе је можда заснован на Ји Ђингу. На свакој од станица је приметан специфичан лого, који у свом средишту има симбол те станице: бисер, лабуд, хидра, пламен, кадуцеус, стрела или зец.
Симбол Дарма иницијативе изгледа као пакуа, фундаментални филозофски концепт древне Кине, приказан као октагонални дијаграм са по једним триаграмом са сваке стране. Ти триаграми на логоу Дарма иницијативе, гледано у смеру казаљке на сату, су: Ватра, Земља, Ветар, Небо, Вода, Планина, Олуја, Језеро.

### Станица 1: Стрела
Станица се први пут приказује у епизоди 2.4: Сви мрзе Хуга, када путници из другог дела авиона доводе Сојера, Јина и Мајкла у нешто што личи на бункер. У том бункеру су они живели након пада авиона, а касније им је служило као остава.
У епизоди 3.20: Човек иза завесе се, у једном тренутку, дискутује око тога да ли је она можда служила за математичка истраживања. Станица Стрела је у ствари служила за одбрану од Других.
Унутрашњост станице са састоји од само неколико просторија. У време када су је настанили путници из задњег дела авиона она је била већ дуго напуштена и врло прљава, са само неколико предмета у њој. Још увек има струје у станици али је на њу укључено само неколико лампи и голих сијалица. Главна просторија је са бетонираним подом и зидовима, потпуно празна.

### Станица 3: Лабуд
Станица се први пут приказује у епизоди 1.11: Сви најбољи каубоји су имали проблема са својим очевима, када Бун и Лок, у потери за Итаном, наилазе на тајанствени предмет закопан у земљи који покушавају да откопају.
То је станица Дарма иницијативе за истраживања о електромагнетизму. Према уводном филму, врло рано је дошло до инцидента приликом истраживања у станици. Овај инцидент је изазвао сталну електромагнетну енергију, која је довела до измена у првобитним замислима: двочлано особље, које се мења на сваких 540 дана, које је задужено да унесе нумерички код (бројеве 4, 8, 15, 16, 23, 42) у микрорачунарски терминал сваких 108 минута. Станица је опремљена тајмером који се налази испред микрорачунара и повезан је са системом за узбуну.
Станица је скоро цела под земљом, изузев малог „отвора“, који служи као улаз, и скривених и запечаћених врата. Снабедевена је храном, грамофономом и мноштвом малих грамофонских плоча, малом библиотеком, неколико пушака и разног оружја, машинама за прање и сушење веша, туш кабином и креветима. На крају друге Сезоне Лок одлучује да не укуца шифру, разбија комјутер, Дезмонд окреће сигурносни кључ и отвор експлодира.

### Станица 4: Пламен
Станица се први пут приказује у епизоди 3.5: Цена живота.
У епизоди 3.11: Унеси 77, Кејт, Сајид и Џон улазе у станицу „Пламен“ и схватају да је дуго била напуштена а да је сада у рукама Других. „Станица: Пламен“ се самоуништила сопственим системом самоуништења, који је покренут након што је Џон откуцао на рачунару "77". Станица Пламен је служила за комуникацију са спољашњим светом.

### Станица 5: Бисер
Станица се први пут приказује у епизоди 2.21: Знак питања, када је проналазе Лок и Мистер Еко. Сама станица је психолошки експеримент. Иако се у уводном филму говори о томе како је сврха рада научника из ове станице да надзиру активности укључених у пројекат Дарма иницијативе и бележе их, и научници из ове станице се посматрају.
Станица се састоји од девет ТВ пријемника, поређаних три по три, две столице и рачунара повезаног са штампачем. На зиду, поред тога, налази се пнеуматска цев која, према уводном филму, служи да би се белешке наводно послале другој Дарма локацији. У епизоди 2.23: Живи с неким, умри сам се открива да цев не води никуда а да све белешке избацује на једно поље на острву.
Према уводном филму, двочлани тим, радећи у сменама од по осам сати током периода од три недеље, треба да посматра дешавања на мониторима и да бележи своја запажања. Сваку радњу, без обзира колико се можда чинила неважна, чланови тима треба да забележе у свој свеску.

### Станица 6: Орхидеја
Станица која се наводно бави ботаничким истраживањима. Заправо, станица се бави истраживањем Казимировог ефекта који је присутан на острву.

### Станица?: Кадуцеус
Станица се први пут приказује у епизоди 2.15: Породиљско боловање када Клер, према сећању, одводи Кејт и Русо до станице Дарма иницијативе.
У епизоди 2.15 се Клер присећа да су је Други, за време трудноће, држала у овој станици, и да су редовно давали неке вакцине њеној беби.

### Станица?: Хидра
Служила је за зоолошка истраживања.
Делом се налази испод воде а делом изнад. У станици су били смештени медведи, ајкуле и делфини.
Станица се први пут приказује у епизоди 3.1: Прича о два града.

### Станица?: Прозорско стакло
Станица се први пут приказује у епизоди 3.21: Највећи хитови.

### Станица?: Варка
Представља само врата која служе да заварају посетиоце да су она улаз у неку станицу.

### Станица?: Темпест
Станица се први пут појављује када Ден и Шарлот покушавају да зауставе испуштање гаса.
Не зна се који број носи ова станица али се претпоставља да је то број 9.

## Чланови
Представници Дарма иницијативе:
- Џералд Дегрут (Gerald DeGroot)
- Карен Дегрут (Karen DeGroot)
- Алвар Хансо (Alvar Hanso)
- Марвин Кендл (Marvin Candle)
- Марк Викнуд (Mark Wickmund)
- Едгар Халивакс (Edgar Halliwax)

Запослени у Дарма иницијативи 
:
- Хорације Гудспид (Horace Goodspeed) - математичар
- Оливија Гудспид (Olivia Goodspeed) - учитељица
- Кејси (Casey) - гемологист (gemologist)
- Џун (June) - техничарка
- Мајк (Mike) - техничар
- Опал (Opal) - медицинска сестра
- Ени (Annie) - ученица
- Роџер Лајнус (Roger Linus) - радник (Work Man) и домар
- Бенџамин Лајнус (Benjamin Linus) - син радника
- Келвин Инман (Kelvin Inman) - запослени у Станици Лабуд
- Радзински (Radzinsky) - запослени у Станици Лабуд

## Мапа станица
У епизоди 2.17: Закључан, када се врата затварају и заробљавају Лока под собом, на њима се види некакава мапа, коју ће Лок касније и нацртати на парчету папира, а која личи на распоред станица Дарма иницијативе на острву.
Станице су распоређене у облику октагона, слично симболу Дарма иницијативе, где свака станица заузима место једног триаграма, укључујући и станицу Бисер, која је у средишту цртежа-октагона и заузима место Јин и јанга:
- Земља - Стрела
- Вода - Лабуд
- Муња (Олуја) - Пламен
- Језеро - Кадуцеус